# Codex-Stil
Codex-Stil ist die Bezeichnung einer Keramik der Maya aus dem Mirador-Becken in El Petén, die während der Spätklassik gefertigt wurde.
Keramik im Codex-Stil wurde nach den wenigen erhaltenen Codices benannt, da mit den darin enthaltenen Darstellungen große Ähnlichkeiten vorhanden sind. Der Codex-Stil der Maya ist nicht zu verwechseln mit dem Mixteca-Puebla-Stil des 13. bis 15. Jahrhunderts, der auch mixtekischer Codexstil genannt wird und  ebenfalls nach präkolumbischen Codices, jedoch mixtekischen, wie etwa dem Codex Nuttall benannt wurde und über Keramik hinaus auch etwa bei Wandmalereien verwendet wurde.
Auf meist künstlerisch sehr anspruchsvollen Gebrauchsgegenständen aus Ton, meistens Vasen, aber auch Schalen und Teller, wurden auf cremefarbenem Hintergrund ausschließlich mit den Farben Rot und Schwarz Elemente der Codices, sowohl figürliche Abbildungen als auch Schriftglyphen, wiedergegeben. Thematisch zeigt die Dekoration dabei eine breite Vielfalt, die von höfischen Szenen und Ritualen, der Mythologie einschließlich Abbildungen von Göttern, Architektur, Tieren, Alltagstätigkeiten bis hin zu Weissagungen und dynastischen Texten reicht. Die sehr lebendig und detailliert dargestellten Szenen sind meist mit Hieroglyphentexten kombiniert.  
Gefunden wurden die Keramiken im Codex-Stil in El Mirador, Nakbé, La Muerta, La Muralla sowie Zacatal. Auch in einem Herrschergrab in Calakmul wurde Keramik im Codex-Stil gefunden, die aus Nakbé stammt. 
Vor allem durch Raubgrabungen sind heute Einzelstücke in Privatsammlungen der ganzen Welt zu finden. Wenige Keramiken sind auch in Museen zu besichtigen. 

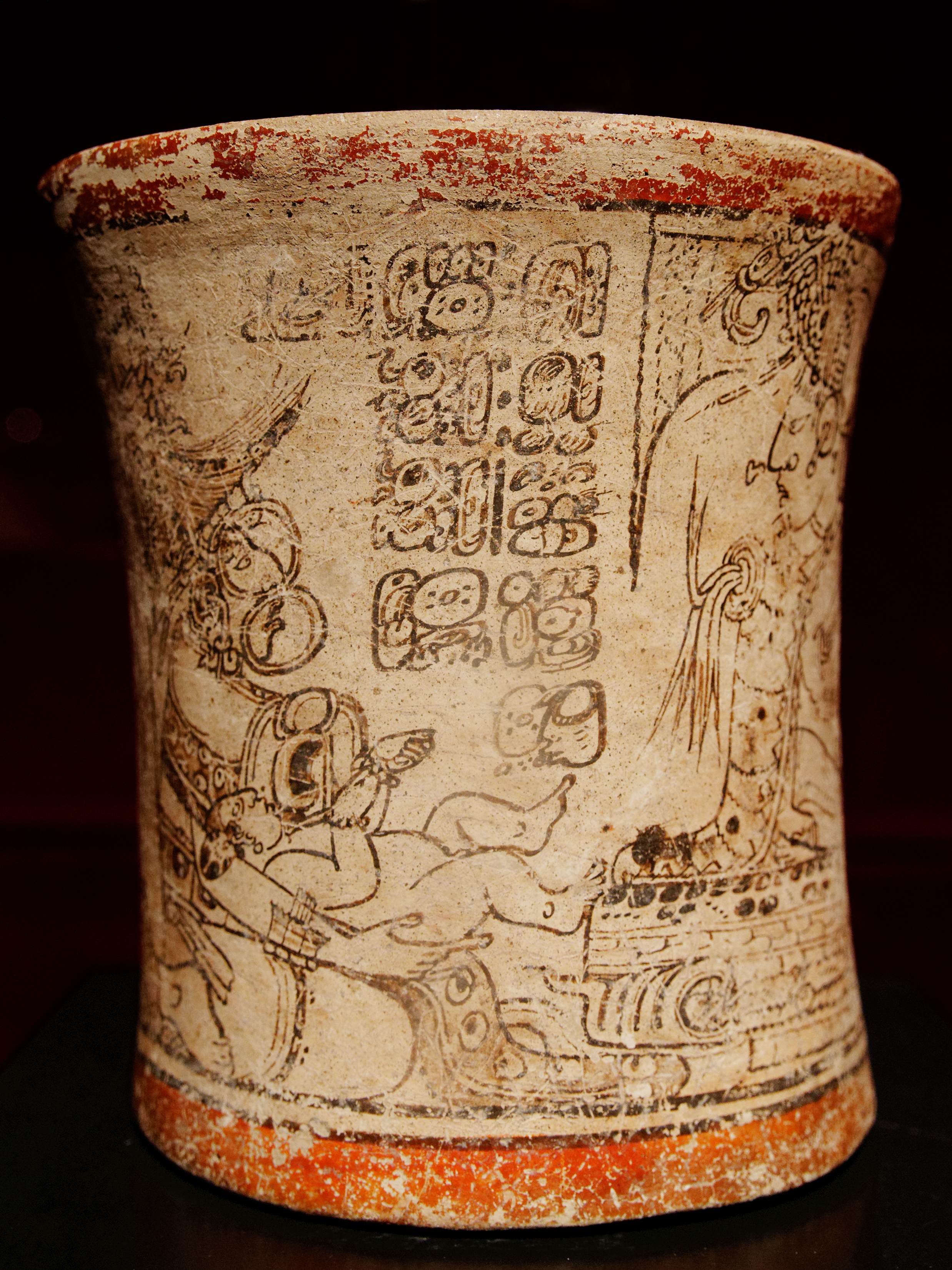
Vase im Codex-Stil
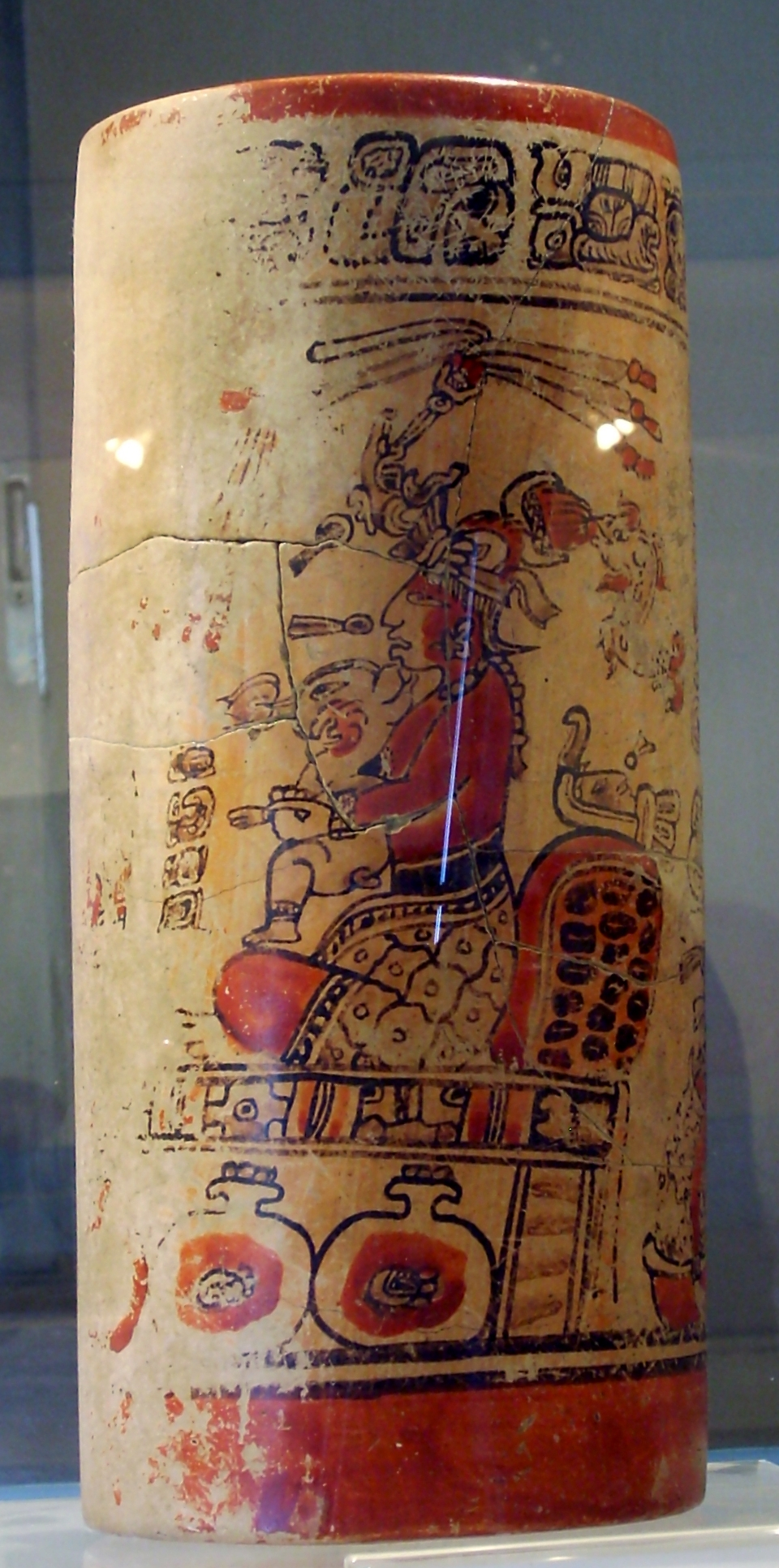
Vase im Codex-Stil